# Paralisia da laringe

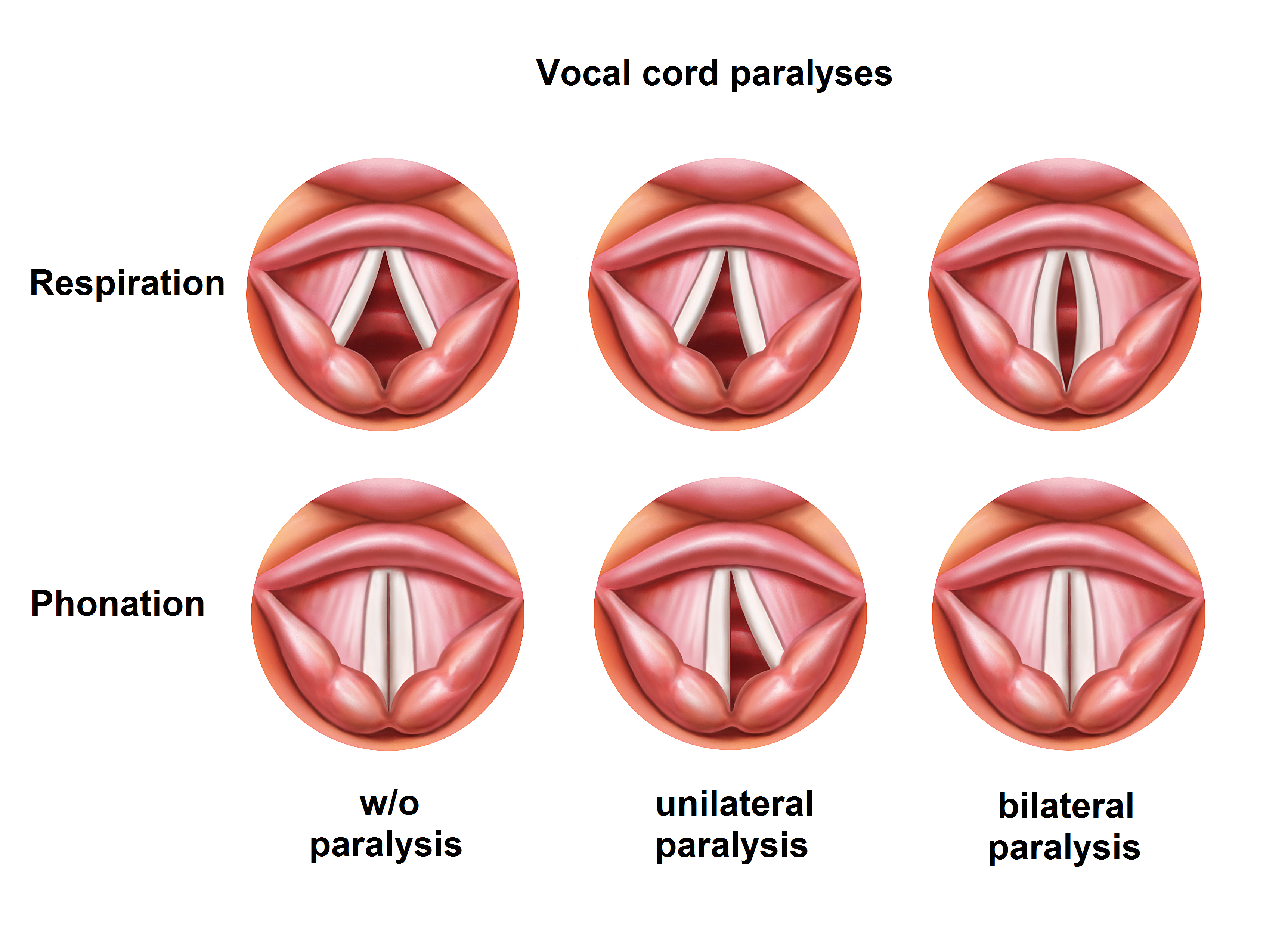
Paralisia de cordas vocais. Na primeira coluna: normal, segunda: paralisia unilateral, terceira: paralisia bilateral.

Paralisia da laringe é uma condição em que os nervos e os músculos que controlam os movimentos das cartilagens aritenoides. Assim, a laringe não abre durante a inspiração nem fecha durante a deglutição, permanecendo constantemente semi-aberta. 
Isso leva à falta de ventilação durante o exercício e durante a termorregulação ofegante, bem como incompleta proteção das vias aéreas durante a deglutição.
Entre humanos a paralisia é mais comum entre homens idosos, obesos, fumantes, alcoolistas ou expostos a poluição do ar.
Entre cachorros, a paralisia da laringe é comum entre as raças maiores, como o Labrador, Golden retriever, Husky Siberiano, Newfoundland e o São Bernardo com mais de seis anos. É resultado de uma lesão de vários nervos da laringe (polineuropatia bilateral do nervo laríngeo recorrente).

## Causas
A doença pode ser secundária a uma doença do nervo (neuropatia), doenças neuromusculares, doenças musculares, tumores cervicais, tumores do mediastino ou a um traumatismo. Nos cachorros e gatos a maioria dos casos a causa é desconhecida (idiopática) com predisposição genética em raças mais grandes.

## Sinais e sintomas
Sinais de paralisia da laringe incluem mudança na voz (rouca), engasgar ou tossir (principalmente depois de comer ou beber), intolerância ao exercício, inspiratória estridor (ruído de respiração na inspiração), dificuldade em respirar, e, em casos graves cianose ou síncope (desmaio). Secundária problemas também podem ocorrer, incluindo aspiração ou edema nos pulmões, embora, muitas vezes, o problema continua a ser uma das vias respiratórias superiores problema. Afetados cães são vulneráveis a insolação e a exaustão pelo calor , devido à sua limitada capacidade para refrigerar-se para baixo, ofegando, mas o transtorno em si pode ser confundido com o golpe de calor. 
Os sintomas geralmente são piores no clima quente e úmido, durante o exercício, durante momentos de estressantes e em obesos. Sintomas tardios geralmente são inconfundíveis (incapacidade de falar e dificuldade de respirar) e tão severos que requerem tratamento de emergência.

## Diagnóstico
Esta condição é geralmente diagnosticado por exame direto da laringe, laringoscopia, sob leve sedação, o mesmo exame que permite examinar tumores benignos ou malignos. Exames de imagem como radiografias torácicas, tomografia ou ecocardiografia às vezes são necessários para examinar doenças do coração, pulmão ou mediastino, outras causas possíveis de sintomas respiratórios. Alguns médicos também podem examinar tiroides, pois problemas de laringe podem ser complicações do hipotireoidismo.

## Tratamento
Os casos leves são tratados limitando a atividade física, mantendo um peso corporal saudável e evitando a exposição ao calor. Sedativos leves podem ser usados para diminuir a ansiedade e a respiração ofegante e, portanto, melhorar a respiração. Os corticosteroides podem também ser administrado em casos agudos, para diminuir a inflamação e edema de laringe. 
Sintomas graves como dificuldade respiratória, hipertermia ou pneumonia por aspiração, devem ser estabilizados com sedativos e máscara de oxigênio e pode exigir o uso de esteroides ou antibióticos. Se a saturação de oxigênio não subir, uma traqueostomia, é necessária para permitir a entrega de oxigênio. Uma vez que o paciente esteja estabilizado, o tratamento cirúrgico pode ser benéfico, especialmente quando a paralisia ocorre em ambas cartilagens aritenoides (paralisia bilateral). A cirurgia  de lateralização aritenoide consiste em suturar uma das cartilagens aritenoide na posição de abdução (aberta). Isso reduz os sinais associados com  a ventilação inadequada (tais como a intolerância ao exercício e sobreaquecimento), mas aumenta o risco de aspiração (pneumonia por aspiração). A voz continua rouca e os cuidados preventivos continuam necessários.

## Prognóstico
Além de complicações de qualquer cirurgia e anestesia geral, em geral, pode haver infecção, inflamação ou vermelhidão no local da incisão, engasgos ou tosse ao comer ou beber e maior risco de pneumonia por aspiração de alimentos ou líquidos. As complicações afetam entre 10 e 30% dos pacientes. 
Se o tratamento médico não teve êxito e a cirurgia não pode ser realizada devido a outra doença (como problemas cardíacos ou pulmonares) ou é inacessível, a eutanásia é recomendada, pois a qualidade de vida com obstrução respiratória é terrível. A sensação de afogar-se é constante e só tende a piorar com o tempo.